# یارگو (توئسه)

یارگو شهری در شهرستان توئسه در استان بازگا در بورکینافاسوی مرکزی است و جمعیت آن ۱۲۷۹ نفر است.